# نیروگاه هسته‌ای پاکش
نیروگاه هسته‌ای پاکش نیروگاهی هسته‌ای در مجارستان است که در پاکش واقع شده‌است.